# Winkel (Francia)
Winkel è un comune francese di 316 abitanti situato nel dipartimento dell'Alto Reno nella regione del Grand Est.

## Società

### Evoluzione demografica
Abitanti censiti